# 塞蒂
塞蒂是葡萄牙波尔图区的一个堂区。总面积4.35平方公里，总人口2517人，人口密度578.6人/平方公里。